# Юбіцуме

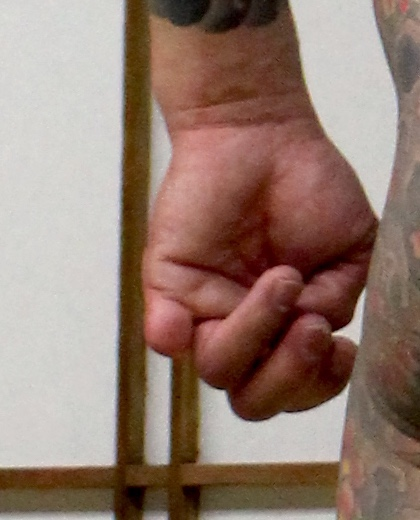
Рука представника якудзи з відрізаним мізинцем

Юбіцуме (яп. 指詰め) — традиція, що зародилася у кримінальних угрупуваннях Японії, зокрема серед якудза (у якудза ритуал називається енкоцуме). Традиція полягає у добровільному відрізанні фаланги пальця за допомогою ножа-танто і молотка члена угрупування за певну провину. Згідно з цією традицією після першого проступку порушник відрізає кінчик мізинця з лівої руки і вручає відрізану частину своєму боса.
Походження цього звичаю зводиться до японської манери тримати меч. Три нижніх пальця кожної руки використовуються для того, щоб міцно тримати меч, при цьому вказівний і великий пальці злегка розслаблені. Видалення фаланг пальців, починаючи з мізинця, поступово послаблює хватку на руків'ї меча і ідея покарання, таким чином, полягає в тому, що людина зі слабкою хваткою здатна тільки на оборону.
Підтримують свою самурайську репутацію, якудза до цього дня практикують ритуальне відрубування пальців. Кожна фаланга — це спокута помилки, втрати «обличчя» або розплата за гріх замість старшого товариша. За дуже великий прорахунок член якудза повинен зробити харакірі.
У 1971 році була опублікована поліцейська статистика, згідно з якою 42 % членів угруповань бакуто, 45 % гурентай і 30 % текія встигли позбутися хоча б однієї фаланги пальця. До 1994 року поліцейська база даних мала інформацію про те, що цей відсоток знизився до 33. Серед сучасного криміналітету традиція юбіцуме занепадає. Все частіше провину залагаджують матеріальними штрафними санкціями.